# Dawera
Die indonesische Insel Dawera (indon. Pulau Dawera) gehört zu den Babarinseln der Südlichen Molukken.

## Geographie
Dawera liegt nordöstlich der Hauptinsel Babar. Zusammen mit deren Ostteil und der Insel Masela im Süden und der Nachbarinsel Daweloor bildet Dawera den Subdistrikt (Kecamatan) Babar Timur (Regierungsbezirk der Südwestmolukken, Provinz Maluku).
Orte auf der Insel sind Welora, Ilhar, Lekewaki, Ilikopang, Ilmarang und Letmasa.